# Перфекціонізм (психологія)
У психології перфекціонізм — це риса особистості, яка насамперед характеризується дуже високими вимогами, жорстокістю стандартів і залежною від результатів самооцінкою. Перфекціонізм слід відрізняти від високого ступеня сумлінності. Прагнення до досконалості приводить людей до хороших результатів. Однак, якщо воно мотивоване насамперед страхом, то може перетворитися на патологічний перфекціонізм. Це може гальмувати життя і заважати людині розвиватися.

## Опис
Перфекціоністам часто бракує чіткого, позитивного і безпечного відчуття власної ідентичності, що викликає у них сильну потребу довести її собі та іншим людям. У той же час, потреба у визнанні та задоволенні інших є дуже високою, особливо при існуючих соціальних стандартах очікування. Не завжди є потреба бути досконалим, але часто просто здаватися досконалим. Загальні зусилля з самооптимізації часто відіграють важливу роль.
Перфекціонізм передбачає вимогу виконувати свої дії бездоганно і досконало. Його мотивацією є не стільки радість від досконалості, скільки надія на недоступність, безпеку та приналежність. Центральне місце тут займає страх бути відкинутим. Як наслідок, основна увага приділяється зусиллям презентувати себе якнайкраще і якнайдоречніше. Невеликі помилки часто сприймаються як катастрофа, часто уникаються сфери, які породжують страх недосконалості, що часто призводить до втрати власної мети в житті. Альфред Адлер також говорить про "помилку життя".
Прагнення до досконалості, по суті, можна розуміти як конструкт з характеристиками у двох вимірах:
- Прагнення до досконалості (перфекціоністське прагнення): узагальнює, серед іншого, якості високих особистих стандартів та організованості.
- Перебільшене уникнення помилок (перфекціоністська заклопотаність): включає, серед іншого, риси невпевненості в собі та чутливості до помилок, а також страх перед оцінюванням, особливо з боку батьків та школи.

Прагнення до досконалості - як і в першому вимірі - представляє здорову і функціональну частину. Якщо обидва виміри присутні одночасно, це нездорове або дисфункціональне прагнення до досконалості, яке також називають перфекціонізмом, в якому невдача є домінуючою метою уникнення. Тут вона має зовнішню, а не внутрішню мотивацію. Інші автори розрізняють негативний перфекціонізм, з його страхом невдачі, і позитивний перфекціонізм, з його прагненням до успіху.
Соціальна захисна реакція, що виникає через страх бути розкритим через надмірну перфекціоністську самопрезентацію, може викликати ворожість і неприязнь у іншої людини. Роксборо та ін. описують, що перфекціоністи тим самим створюють те, що вони називають невротичним парадоксом, в якому надмірне прагнення до афіліації та соціальних зв'язків посилює перфекціоністську потребу. Хьюітт пише: "Сильна потреба уникати публічної оцінки та викриття недосконалостей у собі може відображати зусилля, спрямовані на те, щоб уникнути болісних нагадувань про особисту неадекватність, а також на те, щоб уникнути усвідомлення та визнання перед іншими та самим собою життєвих невдач, які не виправдали сподівання на досконалість". Дослідження вказують на формування чорно-білого мислення, яке змушує страждальців сприймати кожну невдачу як всеохоплюючу особисту загрозу за принципом "все або нічого".
Ригідність перфекціоніста перешкоджає спонтанності, оскільки все має бути продумано заздалегідь до найдрібніших деталей. Перфекціонізм відрізняється від чистого страху невдачі тим, що лише останній призводить до встановлення високих і жорстких стандартів. Таким чином, перфекціоніст прагне до максимуму, тоді як при чистому страху невдачі оптимізація не відіграє жодної ролі.
Науково-популярний автор Рафаель М. Бонеллі описує перфекціоніста як людину, яка не може витримати напругу між "треба" (ідеалом, прагненням) і "є" (реальністю) і тому розвиває надмірний страх перед помилками і критикою, яких прагне уникнути.